# Camille Moncheur
Camille Ignace Joseph Moncheur (Luik, 22 maart 1847 - Andenne, 23 januari 1905) was een Belgisch senator.

## Levensloop
Moncheur was een zoon van Alphonse Moncheur, eigenaar van hoogovens en van Fulvie de Melotte. Hij trouwde met Constance de Diest.
Van 1876 tot 1880 was hij provincieraadslid en van 1877 tot 1880 was hij gemeenteraadslid en schepen van Andenne.
In 1890 werd hij verkozen tot katholiek senator voor het arrondissement Namen en vervulde dit mandaat tot in oktober 1894.